# أرني موسر
أرني موسر (بالإنجليزية: Arnie Moser)‏ هو لاعب كرة قاعدة أمريكي، ولد في 9 أغسطس 1915 في هيوستن في الولايات المتحدة، وتوفي بنفس المكان في 15 أغسطس 2002.

## وصلات خارجية
- أرني موسر على موقعبيزبول رفرنس.كوم (الدوري الرئيسي) (الإنجليزية)
- أرني موسر على موقعبيزبول رفرنس.كوم (الدوري الثانوي) (الإنجليزية)